# Festival du film scientifique de La Réunion
Le festival du film scientifique de La Réunion est un festival de cinéma de l'île de La Réunion, département d'outre-mer français dans le sud-ouest de l'océan Indien. La 19e édition a eu lieu du 26 avril au 11 mai 2019.
Des projections sont proposées un peu partout dans l'île : courts métrages, productions d'élèves, dédiés à la connaissance scientifique.

## Palmarès

### Prix spécial du jury
- 2006 : La Marche de l'empereur[3]